# Sara Nakayama
Sara Nakayama (中山さら?, Nakayama Sara; Saitama, 29 gennaio 1974) è una doppiatrice giapponese che lavora per l'Aoni Production. È conosciuta anche come Manami Nakayama (中山真奈美?, Nakayama Manami).

## Ruoli creati

### Anime
- .hack//asogare no Udewa Densetsu - Heavy Blade femmina
- .hack//SIGN - Kao-chin
- D.N.Angel - Riku Harada
- Gegege no Kitaro (1996) - Megumi
- Gegege no Kitaro (2007) - Yobuko
- Green Green - Midori Chitose
- La malinconia di Haruhi Suzumiya - Mai Zaizen
- Sailor Moon SuperS - Kyokumadanko (129), Ayatoriko (139), Autobiko (142), Elephanko (146), GaraGara-musume (150)
- One Piece - Polluce
- Yumeria - Kuyou Senjyou

### OAV
- Alien Nine - Miyu Tamaki

### Film
- Pretty Cure Max Heart - Pear
- Gegege no Kitaro: Daikaijuu - Megumi

### Videogiochi
- Shadow Hearts - Yoshiko Kawashima